# Gepuncteerde priemkever
De gepuncteerde priemkever (Bembidion punctulatum) is een keversoort uit de familie van de loopkevers (Carabidae). De wetenschappelijke naam van de soort werd in 1821 gepubliceerd door Pierre Auguste Joseph Drapiez.